# Родригес, Фредди
Фредди Родригес (англ. Freddy Rodríguez; род. 17 января 1975) — американский актёр пуэрто-риканского происхождения. Сыграл Федерико «Рико» Диаса в сериале HBO «Клиент всегда мёртв». Также сыграл одну из главных ролей в фильме Роберта Родригеса «Грайндхаус» / «Планета страха».

### Ранние годы
Родригес родился в Чикаго, штат Иллинойс в семье пуэрториканцев. Мать была домохозяйкой, отец швейцаром. Окончил школу «Lincoln Park» в Чикаго и «Pulaski Fine Arts Academy» (академия изобразительного искусства).

## Карьера
Его первой значительной ролью в кино стала роль дона Педро Арагона младшего в фильме «Прогулка в облаках» с Киану Ривзом и Джанкарло Джаннини.
Одной из самых запоминающихся его ролей стала роль наркодилера Гектора в фильме «Крэйзи», где он сыграл одну из главных ролей в паре с Энн Хэтэуэй.
В 2007 году Родригес был приглашен в телесериал «Дурнушка», где сыграл роль Джованни «Джио» Росси — хозяина закусочной, который стал любовным увлечением Бетти Суарес (главной героини сериала). Его дебют в сериале состоялся в начале второго сезона, затем он появился в четвёртой серии третьего сезона.

## Личная жизнь
Женат на Элси Родригес. У них двое сыновей: старший — Джанкарло, который сыграл сына Рико в «Клиент всегда мёртв», и младший — Элайджа.

## Избранная фильмография
| Год       |    | Русское название         | Оригинальное название | Роль                  |
| --------- | -- | ------------------------ | --------------------- | --------------------- |
| 1995      | ф  | Прогулка в облаках       | A Walk in the Clouds  | Педро Арагон-младший  |
| 1995      | ф  | Мёртвые президенты       | Dead Presidents       | Хосе                  |
| 1999      | ф  | Расплата                 | Payback               | наркокурьер           |
| 2001—2005 | с  | Клиент всегда мёртв      | Six Feet Under        | Федерико «Рико» Диас  |
| 2003—2004 | с  | Клиника                  | Scrubs                | Марк Эспиноса         |
| 2005      | ф  | Крэйзи                   | Havoc                 | Эктор                 |
| 2005      | ф  | Мечтатель                | Dreamer               | Манолин               |
| 2005      | ф  | Крутые времена           | Harsh Times           | Майк Алонсо           |
| 2005—2006 | мс | Юные титаны              | Teen Titans           | разные персонажи      |
| 2006      | ф  | Посейдон                 | Poseidon              | Марко Валентайн       |
| 2006      | ф  | Девушка из воды          | Lady in the Water     | Регги                 |
| 2006      | ф  | Бобби                    | Bobby                 | Хосе                  |
| 2007      | ф  | Грайндхаус               | Grindhouse            | Эль Рей               |
| 2007      | ф  | Планета страха           | Planet Terror         | Эль Рей               |
| 2007—2010 | с  | Дурнушка                 | Ugly Betty            | Джованни «Джио» Росси |
| 2012      | ф  | Солдаты удачи            | Soldiers of Fortune   | капитан Майк Рид      |
| 2013      | ф  | Клуб «CBGB»              | CBGB                  | Айдахо                |
| 2013—2019 | мс | Юная Лига Справедливости | Young Justice         | разные персонажи      |
| 2014—2015 | с  | Ночная смена             | The Night Shift       | Майкл Рагоса          |
| 2016—2020 | с  | Булл                     | Bull                  | Бенни Колон           |